# Вінтон (формація)
22°18′ пд. ш. 143°06′ сх. д. / 22.3° пд. ш. 143.1° сх. д.
Формація Вінтон — геологічна формація в центрально-західному Квінсленді (Австралія). Датується пізнім альбом — раннім туроном (крейда, 104-92 млн років тому). Формація складається з осадових порід, таких як пісковик, алевроліт і аргіліт. Осади, з яких складаються ці породи, являють собою залишки річкових рівнин, які заповнили басейн, залишений морем Ероманга — внутрішнім морем, яке покривало значні частини Квінсленда та центральної Австралії принаймні чотири рази протягом ранньої крейди. Великі звивисті річки, лісові басейни та болота, струмки, озера та прибережні лимани залишили різні типи осаду.

Мапа залягання формації

У деяких районах товщина формації Вінтон перевищує 400 метрів. Щоб принести з собою таку величезну кількість осаду, річки, які протікали через ці рівнини, мали бути порівняні за розміром із сучасними річками Амазонка чи Міссісіпі. У міру того, як надходило все більше і більше осаду, береги внутрішнього моря повільно стискалися. Приблизно 95 мільйонів років тому відкладення було завершено, і внутрішнє море більше ніколи не відновлювалося.
Завдяки своєму віку та умовам навколишнього середовища, в яких відкладалися гірські породи, формація Вінтон є одним із найбагатших джерел скам'янілостей динозаврів в Австралії.

## Палеофауна

### Дводишні
| Діпної                   | Діпної        | Діпної      | Діпної                    | Діпної   | Діпної     |
| Таксон                   | Види          | Присутність | Матеріал                  | Примітки | Зображення |
| ------------------------ | ------------- | ----------- | ------------------------- | -------- | ---------- |
| Metaceratodus wollastoni | M. wollastoni |             | Ізольовані зубні пластини |          |            |
| Metaceratodus ellioti    | М. ellioti    |             | Ізольовані зубні пластини |          |            |
| Metaceratodus bonei      | M. bonei      |             | Ізольовані зубні пластини |          |            |

### Променепері
| Actinopterygii | Actinopterygii | Actinopterygii | Actinopterygii                       | Actinopterygii | Actinopterygii |
| Таксон         | Види           | Присутність    | Матеріал                             | Примітки       | Зображення     |
| -------------- | -------------- | -------------- | ------------------------------------ | -------------- | -------------- |
| Cladocyclus    | C. geddesi     |                | Майже повний череп і частково скелет |                |                |

### Крокодилоподібні
| Crocodyliformes формації Вінтон | Crocodyliformes формації Вінтон | Crocodyliformes формації Вінтон | Crocodyliformes формації Вінтон                                           | Crocodyliformes формації Вінтон | Crocodyliformes формації Вінтон |
| Таксон                          | Види                            | Присутність                     | Матеріал                                                                  | Примітки                        | Зображення                      |
| ------------------------------- | ------------------------------- | ------------------------------- | ------------------------------------------------------------------------- | ------------------------------- | ------------------------------- |
| Confractosuchus                 | C. sauroktonos                  |                                 | Майже повний скелет із збереженням молодого орнітопода в черевній частині |                                 |                                 |
| Isisfordia                      | I. duncani                      |                                 | Майже повний скелет і частковий череп                                     |                                 |                                 |

### Динозаври
| Dinosauria            | Dinosauria     | Dinosauria  | Dinosauria | Dinosauria | Dinosauria |
| Таксони               | Види           | Присутність | Матеріал | Примітки | Зображення |
| --------------------- | -------------- | ----------- | --- | --- | ---------- |
| Australotitan         | A. cooperensis |             | Частково лопатка, плечова кістка, ліктьова кістка, лобкова кістка, сіднична кістка, стегнова кістка, фрагменти центру передкрижового хребця та фрагменти ребер. | Великий зауропод діамантиназавра, який має мозаїку рис, спільних з титанозаврами з подібним географічним і часовим діапазоном. |            |
| Australovenator       | A. wintonensis |             | Зубні кістки, дорсальні ребра та фрагменти ребер, гастральні ребра та фрагменти, часткова клубова кістка, ліктьова кістка, променева кістка, п'ясткові кістки, нігтяна кістка, стегнова кістка, великогомілкова кістка, малогомілкова кістка, астрагал, плеснові кістки, фаланги стопи, плечові кістки, променева кістка, дистальна зап'ясткова кістка та фаланги рук. | Мегараптородний теропод, відомий з посткраніального та черепного матеріалу.                                                    |            |
| Wintonotitan          | W. wattsi      |             | Лопатка, обидві плечові кістки, обидві ліктьові кістки, обидва променеві кістки, біля повної п'ясткової кістки, що зберігає повні II—V п'ясткові кістки з проксимальною половиною I п'ясткової кістки, фрагменти дорсальних і крижових хребців і ребер, частково клубова кістка, сіднична кістка, хвостовий ряд хребців, включаючи передні хвостові, середні хвостові., задні хвостові частини, проксимальні шеврони та численні фрагменти, які не можна ідентифікувати. | Титанозавр, який, імовірно, є близьким до австралотитана, діамантиназавра та саванозавра.                                      |            |
| Diamantinasaurus      | D. matildae    |             | Луската мозкова кістка, квадрати, мозкова оболонка, надкутний відділ, міжцентральна вісь атланта, шийні хребці, середня шийна нервова дуга, кокосифікований крижовий центр, шийні ребра, дорсальні хребці, численні дорсальні ребра, фрагментарна гастралія, зрощені крижові хребці, ізольовані крижові відростки, лопатка, коракоїд, часткова стернальна пластинка, плечова кістка, ліктьова кістка, променева кістка, п'ясткові кістки I—V, пальцеві фаланги, клубова кістка, лобкові кістки, обидві сідничні кістки, стегнова кістка, великогомілкова кістка, малогомілкова кістка, астрагал та численні фрагменти. | |            |
| Savannasaurus         | S. elliottorum |             | Задні шийні хребці, шийні ребра, дорсальні хребці, дорсальні ребра, крижові хребці з відростками, частково хвостові хребці, фрагментарна лопатка, коракоїд, груднинні пластини, неповна плечова кістка, роздроблена ліктьова кістка, променева кістка, I—V п'ясткові кістки, IV п'ясткова кістка, фаланги рук, фрагменти клубової кістки, лобка, сідничної кістки, астрагала, III плеснової кістки та пов'язаних фрагментів. | Широкотілий зауропод, який був добре пристосований до вологого помірного заплавного середовища, яке він населяв.               |            |
| Ornithopoda sp.       | Неописаний     |             | Майже повний череп і нижня щелепа і принаймні три часткові посткраніальні скелети. | |            |
| Titanosauriformes sp. | Неописаний     |             | Частка черепа, що складається з мозкової коробки, квадратів, чотириядерної кістки, лівої лускоподібної кістки, заочноямкової кістки та кількох непрепарованих елементів. пов'язаний із задньою кінцівкою | |            |
| Sauropoda sp.         | Невизначений   |             | Погано збережені останки, пов'язані з голотипом Confractosuchus | |            |
| Neornithischia sp.    | Невизначений   |             | Зуб | |            |
| Ornithopoda sp.       | Невизначений   |             | Переварені рештки, пов'язані з голотипом Confractosuchus | |            |
| Ankylosauria sp.      | Невизначений   |             | Три ізольовані зуби від лівого і правого зубів і правої верхньої щелепи | |            |

### Птерозаври
| Птерозаври формації Вінтон | Птерозаври формації Вінтон | Птерозаври формації Вінтон | Птерозаври формації Вінтон | Птерозаври формації Вінтон                                               | Птерозаври формації Вінтон |
| Таксони                    | Види                       | Присутність                | Матеріал | Примітки                                                                 | Зображення                 |
| -------------------------- | -------------------------- | -------------------------- | --- | ------------------------------------------------------------------------ | -------------------------- |
| Ferrodraco                 | F. lentoni                 |                            | Частково передщелепні, верхньощелепні та зубні кістки, частково фронтальна, нижньощелепна суглобова область, що включає надкутову, кутову та суглобову частину, частково шийні хребці, частково лопатково-коракоїдна кістка, частково ліктьова кістка, частково променева кістка, проксимальний та дистальний відділи зап'ястка, IV п'ястка, проксимальний кінець IV п'ястка, фрагментарно некрилові ручні фаланги, часткова перша фаланга крила (IV-1) та пов'язані фрагменти. | Найповніший птерозаври з Австралії та наймолодший відомий анхангуеріан . |                            |

## Флора
| Флора формації Вінтон | Флора формації Вінтон                    | Флора формації Вінтон | Флора формації Вінтон                              | Флора формації Вінтон                                                               | Флора формації Вінтон |
| Таксони               | Види                                     | Присутність           | Матеріал                                           | Примітки                                                                            | Зображення            |
| --------------------- | ---------------------------------------- | --------------------- | -------------------------------------------------- | ----------------------------------------------------------------------------------- | --------------------- |
| Marchantites          | M. marguerita                            |                       |                                                    | Печіночник                                                                          |                       |
| Equisetites sp.       | Невизначений                             |                       | Сокири                                             | Хвощ польовий                                                                       |                       |
| Aff. Lygodium sp. ?   | Невизначений                             |                       | Папороть периста                                   |                                                                                     |                       |
| Phyllopteroides       | P. macclymontae                          |                       | Численні відбитки перів                            | Папороть, що належить до сімейства осмундових                                       |                       |
| Microphyllopteris     | cf. M. gleichenoides                     |                       | Відбиток фрагмента листя                           | Папороть, що належить до сімейства глейхенієвих                                     |                       |
| Tempskya              | Т. judithae                              |                       | Пермінералізовані помилкові стовбури               | Деревна папороть                                                                    |                       |
| Otozamites            | cf. O. bengalensis                       |                       | Листя                                              | Член Bennettitales                                                                  |                       |
| Ptilophyllum          | Невизначений                             |                       | Листя                                              | Член Bennettitales                                                                  |                       |
| Pterostoma            | Невизначений                             |                       |                                                    | Можливий цикас                                                                      |                       |
| Гінкго                | G. wintonensis, чотири інші можливі види |                       | Відбитки листя (G. wintonensis) Дисперсна кутикула | Гінгофіт, рід, що зберігся.                                                         |                       |
| Taeniopteris          | Невизначений                             |                       | Відбиток листя                                     | Учасник Pentoxylales, наймолодшого запису групи в Австралії                         |                       |
| Emwadea               | E. microcarpa                            |                       | Насіннєві шишки                                    | Представник Araucariaceae, більш близький до Agathis і Wollemia, ніж до Araucaria . |                       |
| Austrosequoia         | A. wintonensis                           |                       | Шишки і листяні сокири                             | Представник Cupressaceae                                                            |                       |
| Араукарієві sp.       | Невизначений                             |                       | Листя                                              |                                                                                     |                       |
| Хейролепідієві        | Чотири таксони                           |                       | Дисперсна кутикула                                 |                                                                                     |                       |
| Lovellea              | L. wintonensis                           |                       | Мінералізована квітка                              | Член Laurales                                                                       |                       |
| Покритонасінні        | Невизначений                             |                       | Відбитки листя, фрагменти кутикули                 | Принаймні десять різних типів, що належать як до однодольних, так і до дводольних   |                       |